# Bregenwurst (Wurst)

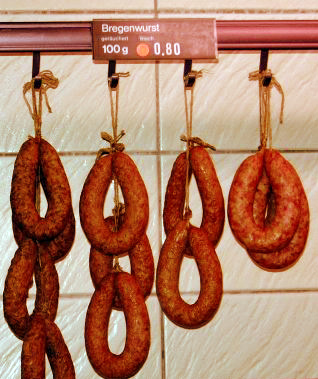
Bregenwürste (hier in einer Fleischerei in Holzminden in Südniedersachsen, Preisangabe von 2004)

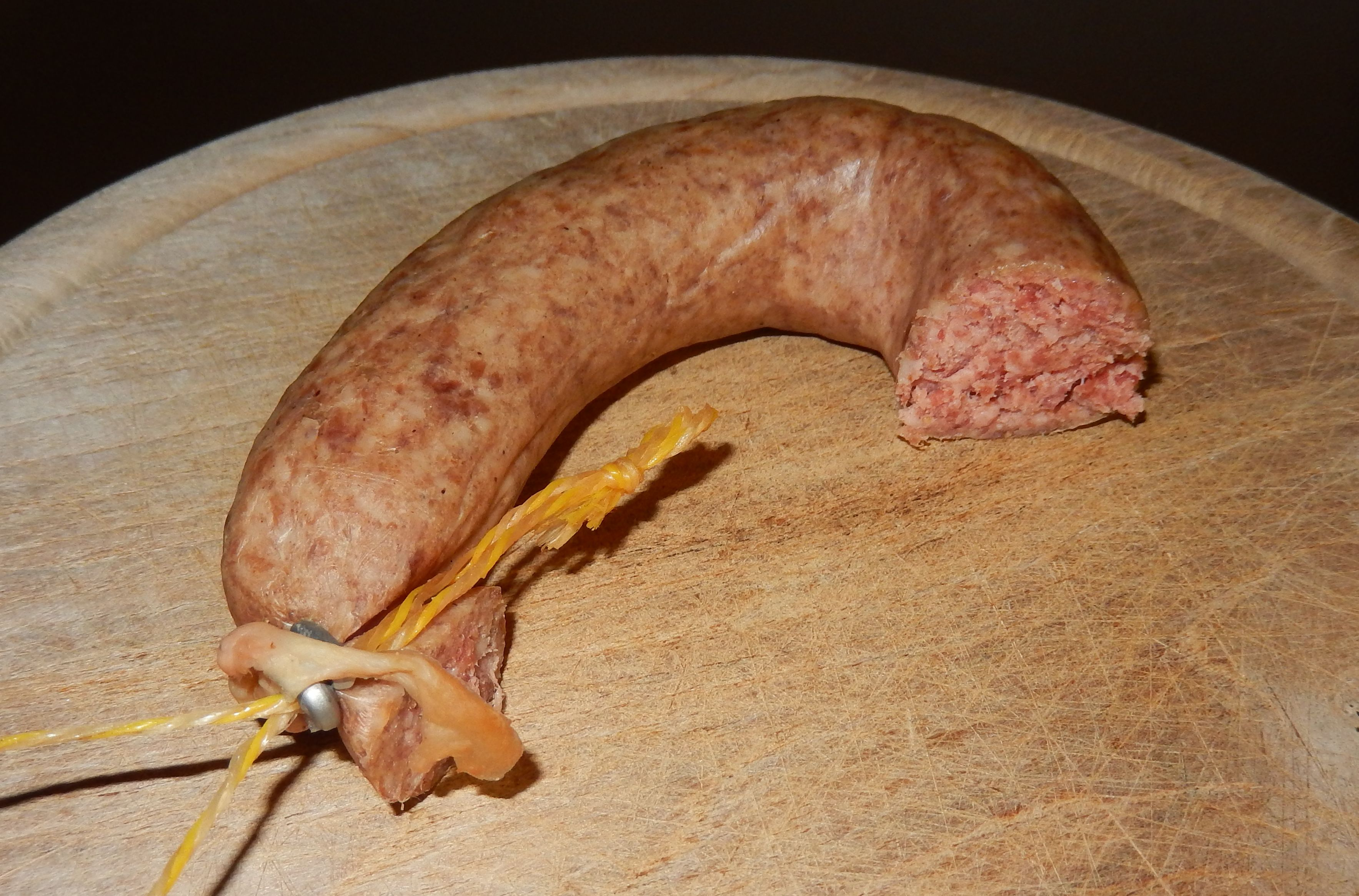
Angeschnittene Bregenwurst

Bregenwurst oder Brägenwurst (auch Kohlwurst) ist eine rohe oder leicht geräucherte Mettwurst aus magerem Schweinefleisch, Schweinebauch, Zwiebeln, Salz und Pfeffer. Sie ist eine Spezialität in Niedersachsen und Sachsen-Anhalt und wird meist zu Grünkohl serviert, der regional und insbesondere in Braunschweig als Braunkohl bezeichnet wird. Die Bregenwurst wird dabei meist anstelle der vor allem in Nordwestdeutschland bei Grünkohlgerichten üblichen Pinkelwurst (Grünkohl und Pinkel bzw. Braunkohl und Pinkel) verwendet und man lässt sie wie diese eine Weile zusammen mit dem Kohl garen.
Ihren Namen hat die Bregenwurst vom früher zugegebenen Schweinehirn: Plattdeutsch steht Bregen oder Brägen für Hirn; heute darf Hirn nicht mehr verarbeitet werden.

## Namensgleiche Brühwurstsorte
Die in Niedersachsen und Sachsen-Anhalt als Bregenwurst oder Brägenwurst bezeichnete Mettwurstsorte ist nicht zu verwechseln mit der Brühwurstsorte Gelbwurst, die in Norddeutschland, vor allem in Niedersachsen in den Städten und Regionen Braunschweig und Hannover, ebenfalls als „Bregenwurst“ oder „Brägenwurst“ bezeichnet wird.